# Збройні сили Італії
Збройні сили Італії (італ. Forze armate italiane, вимовляється [ˈfɔrtse arˈmaːte itaˈljaːne]) охоплюють сухопутні війська , італійський флот і італійські повітряні сили. Четверта гілка збройних сил, відома як карабінери,  бере на себе роль військової поліції країни , а також бере участь у місіях та операціях за кордоном як бойова сила. Ці чотири сили складаються з 340 885 чоловіків і жінок з офіційним статусом дійсного військового персоналу, з яких 167 057 в армії, флоті та повітряних силах. Президент Італійської Республіки очолює збройні сили як президент Вищої ради оборони, заснованої статтею 87 Конституції Італії . Згідно зі статтею 78, Парламент має повноваження оголошувати воєнний стан і надавати повноваження щодо керівництва війною уряду.
Станом на початок 2012 року чисельність Збройних сил Італії становила 185 тис. військовослужбовців, проти 230950 осіб наприкінці 1990-х рр. Надалі в італійських збройних силах буде простежуватися тенденція до скорочення, в яке входить закриття декількох військових баз та зменшення кількості військовослужбовців до 150 тис.
Італія використовує озброєння власного виробництва та імпортує його з-за кордону (переважно цей імпорт становить зброя країн НАТО). Ця країна планує закупити у США надсучасні багатоцільові винищувачі п'ятого покоління F-35.

## Галерея

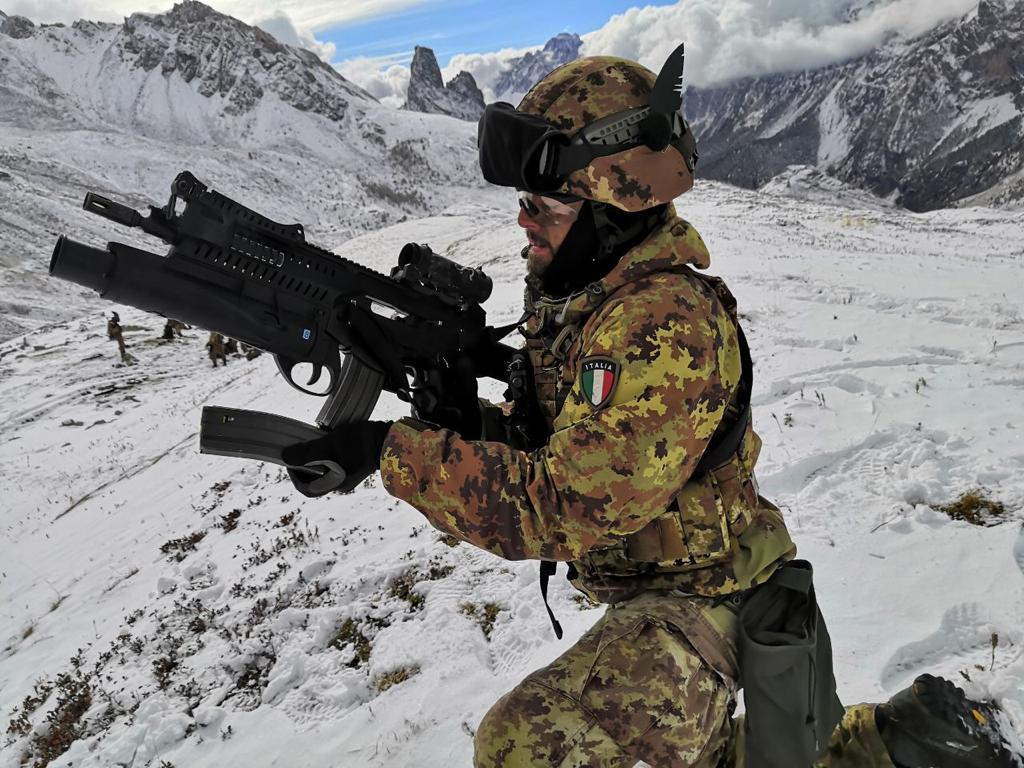
Італійський солдат із штурмовою гвинтівкою Beretta ARX160.
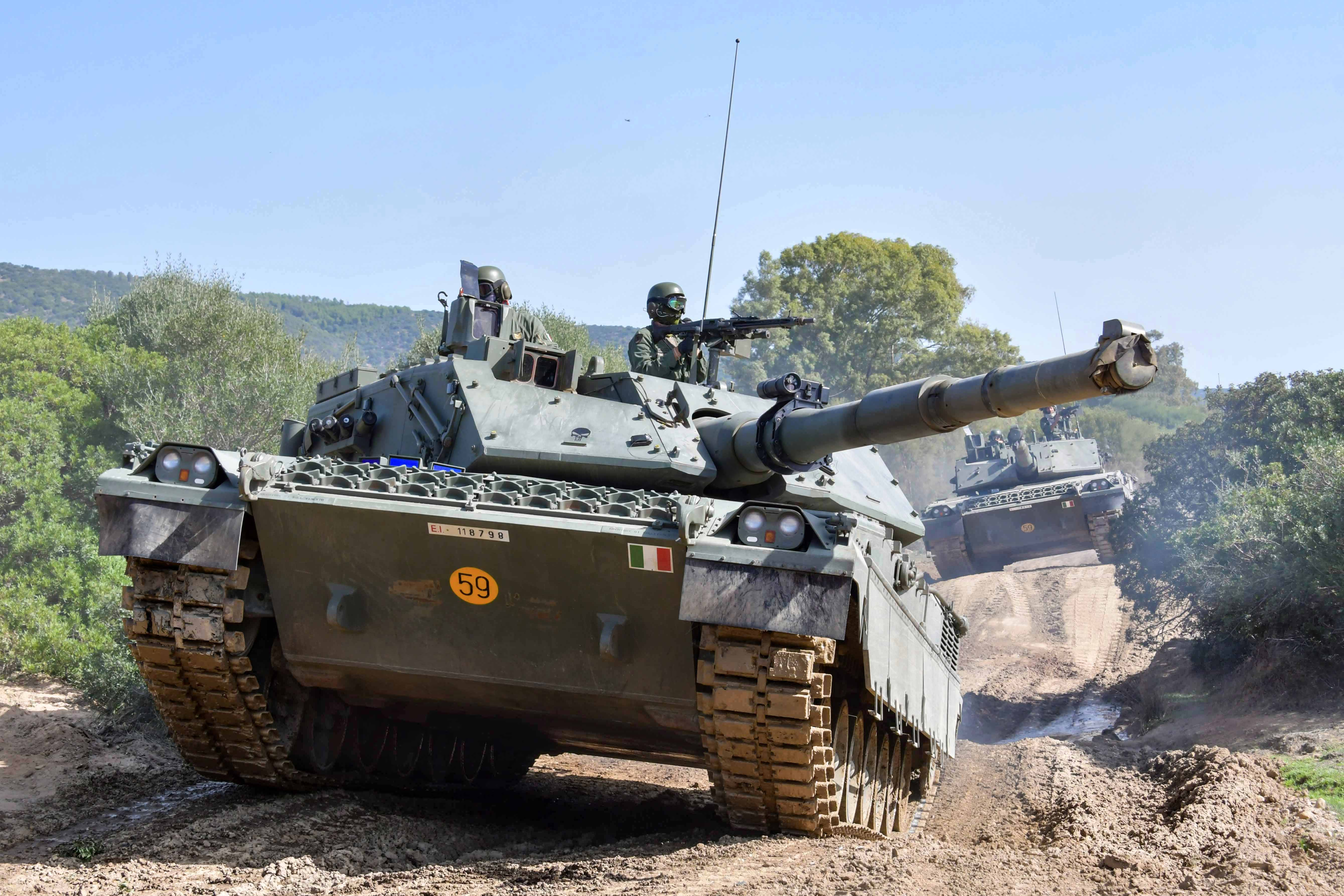
Танк Ariete під час маневрів.
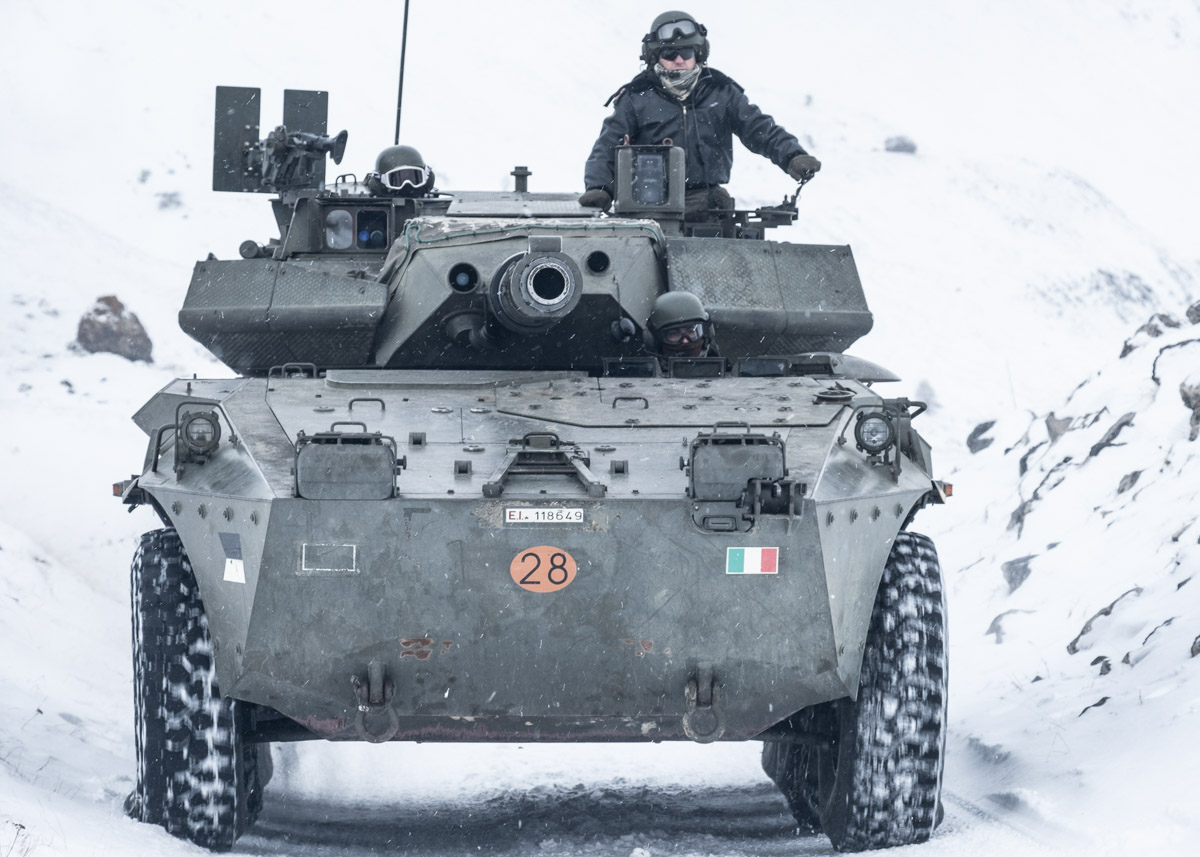
Винищувач танків "Центавро".
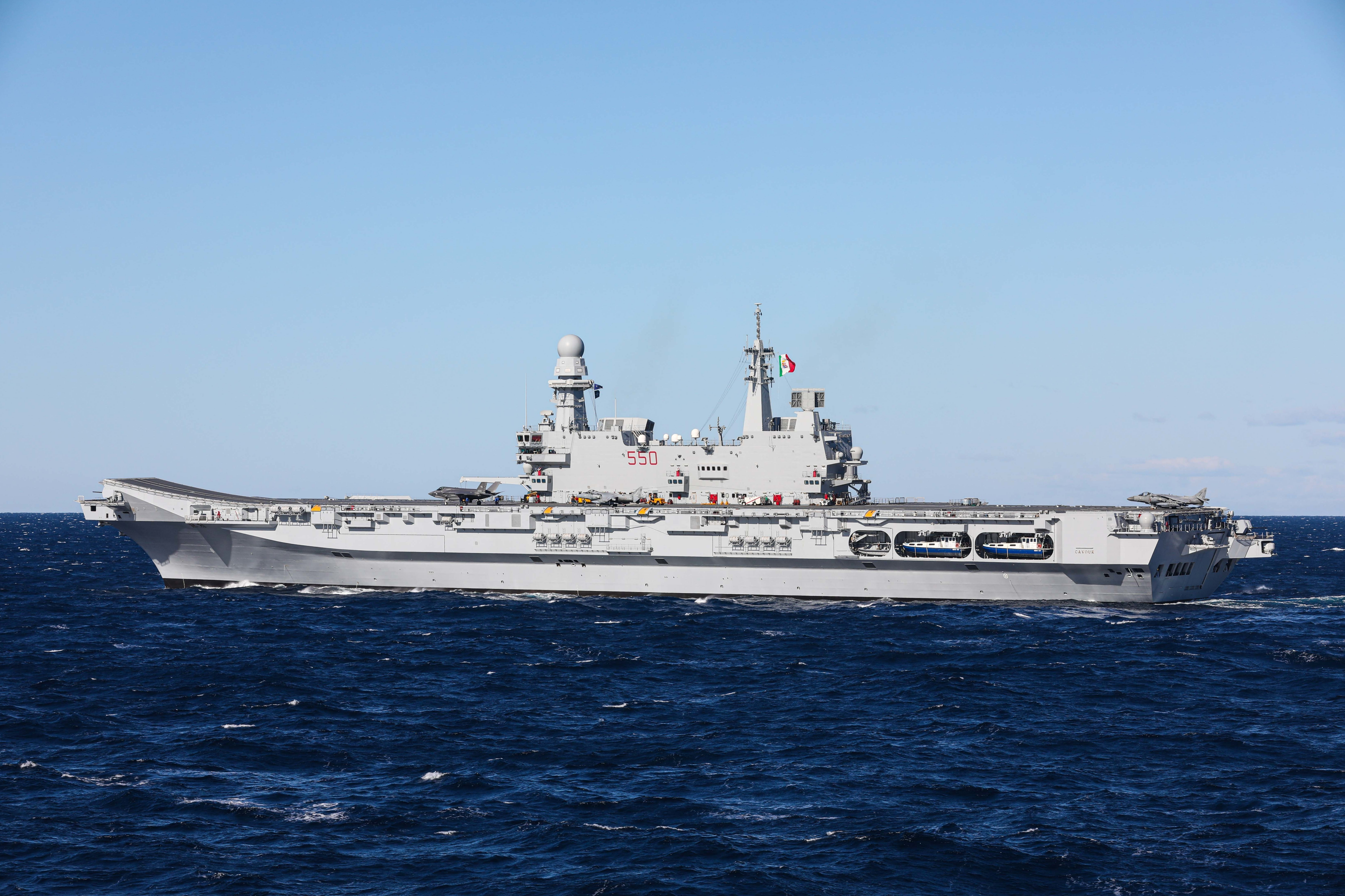
Авіаносець Кавур.
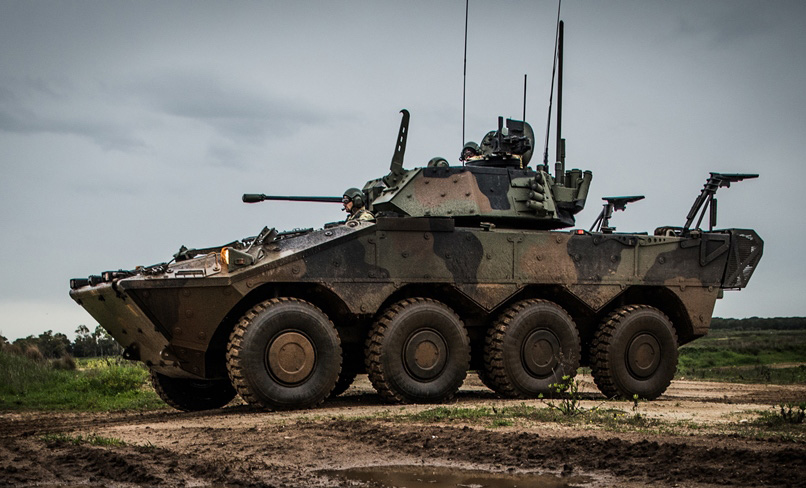
Бойова машина піхоти Freccia.
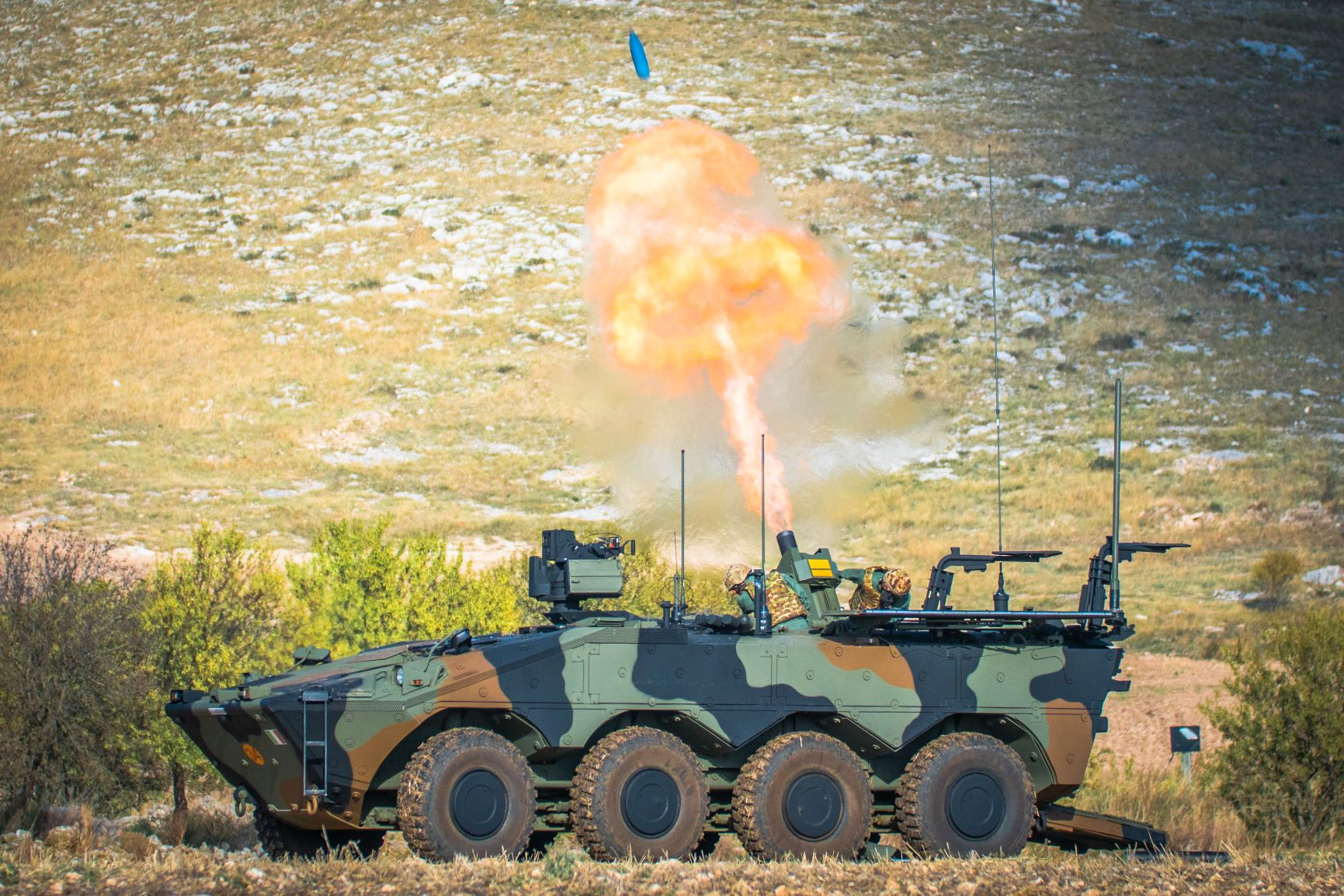
Важкий міномет Freccia.
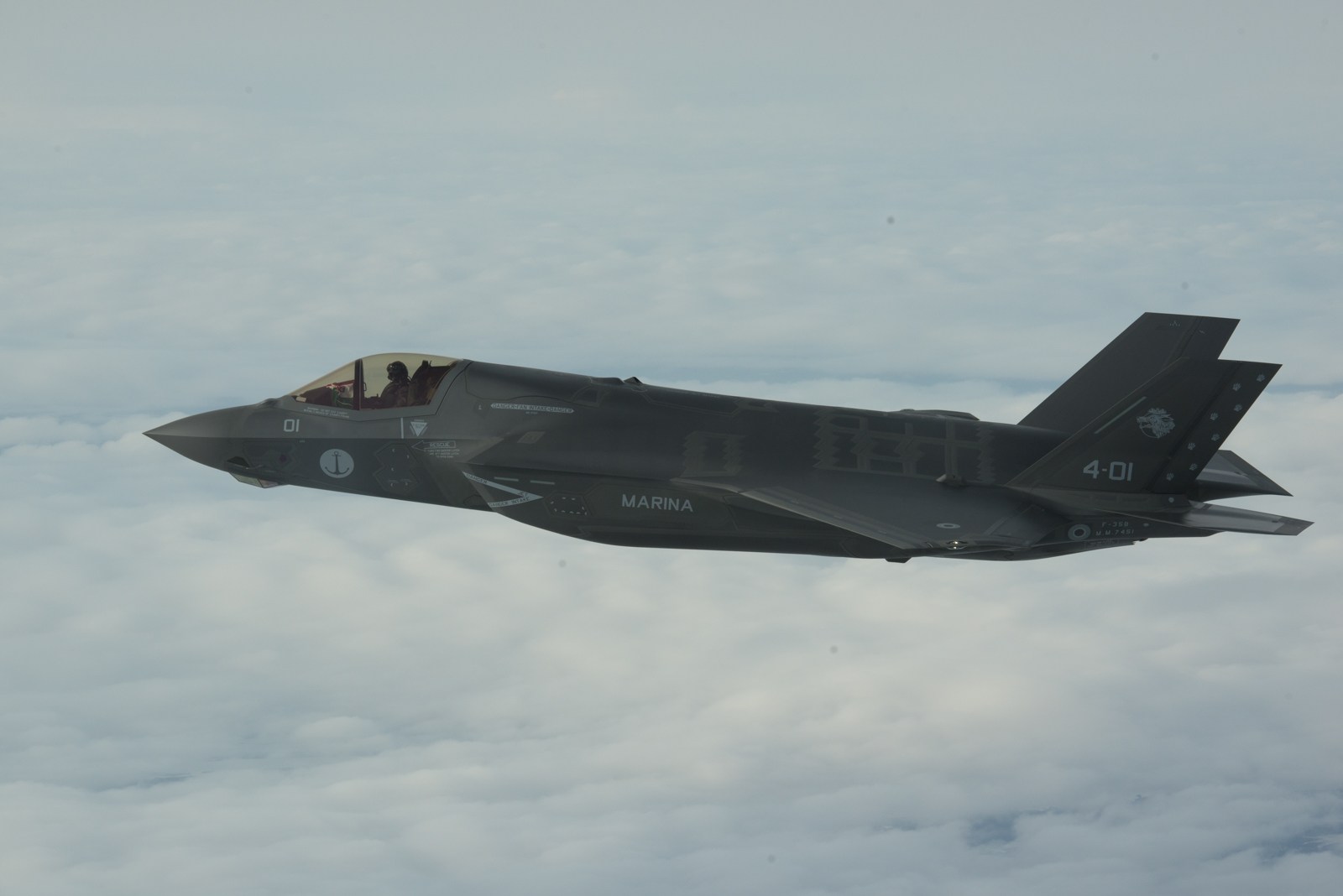
F-35B Lightning ВМС Італії.
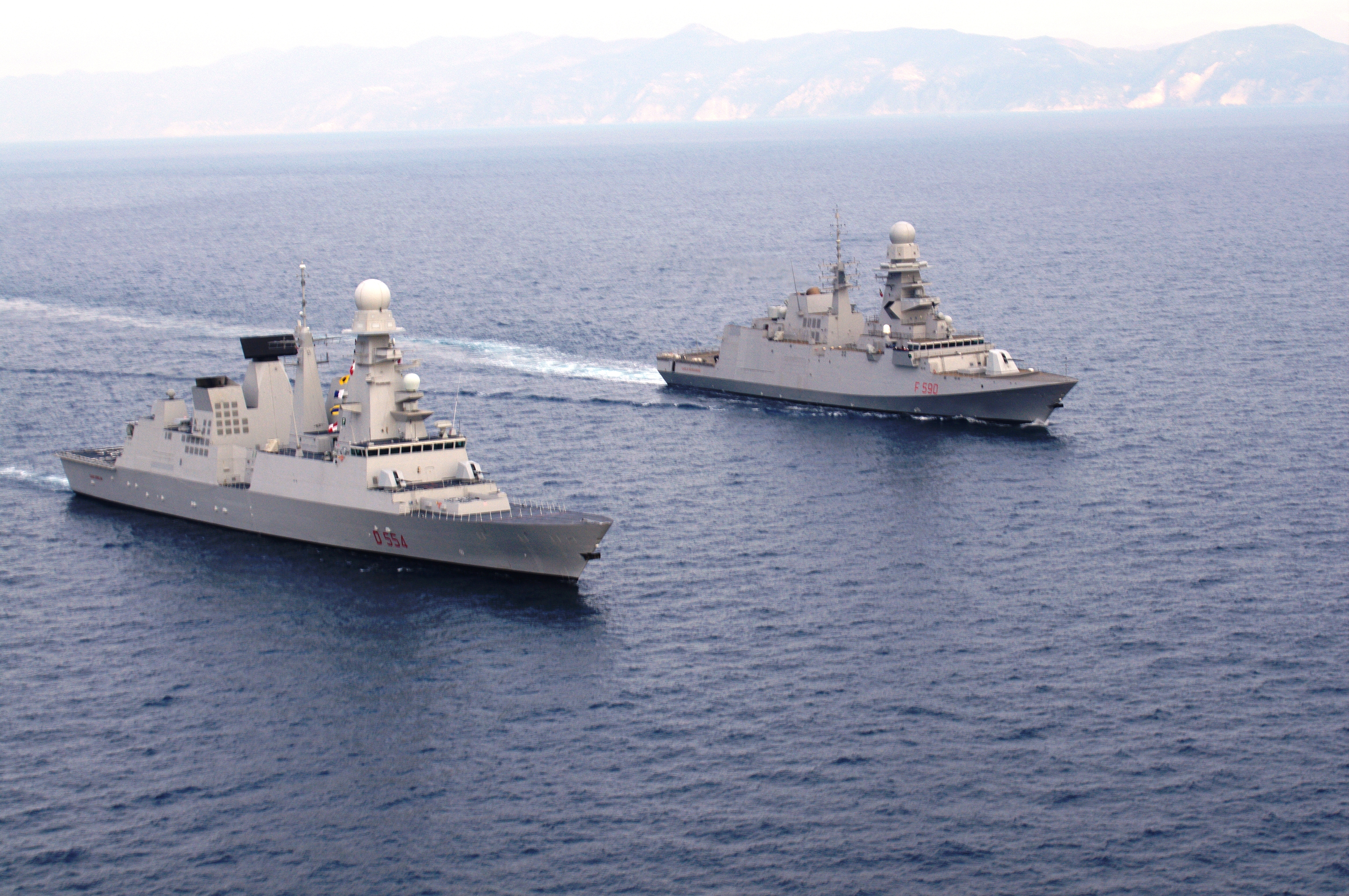
Есмінець Caio Duilio і фрегат Carlo Bergamini.
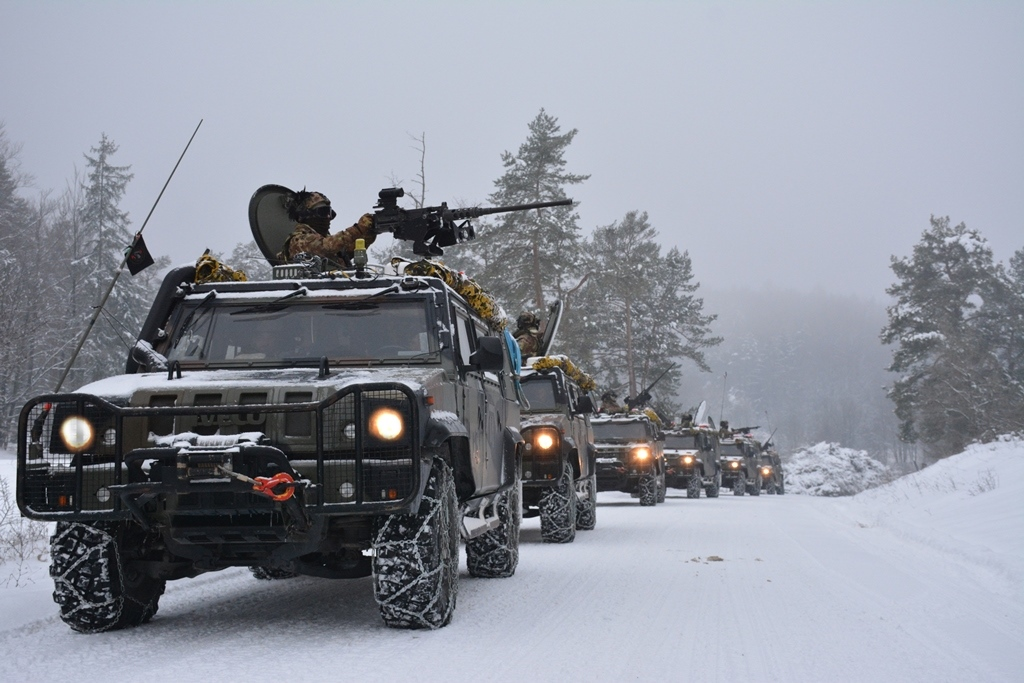
Конвой Iveco LMV.
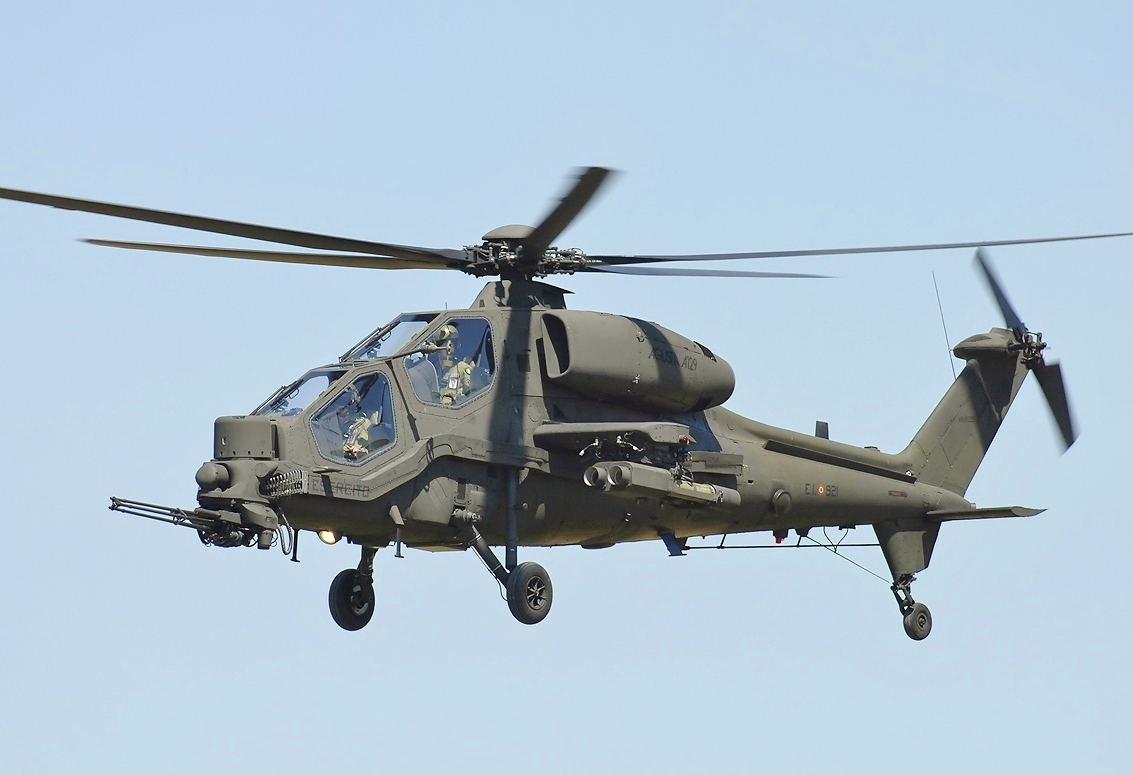
Ударний вертоліт A129 Mangusta.
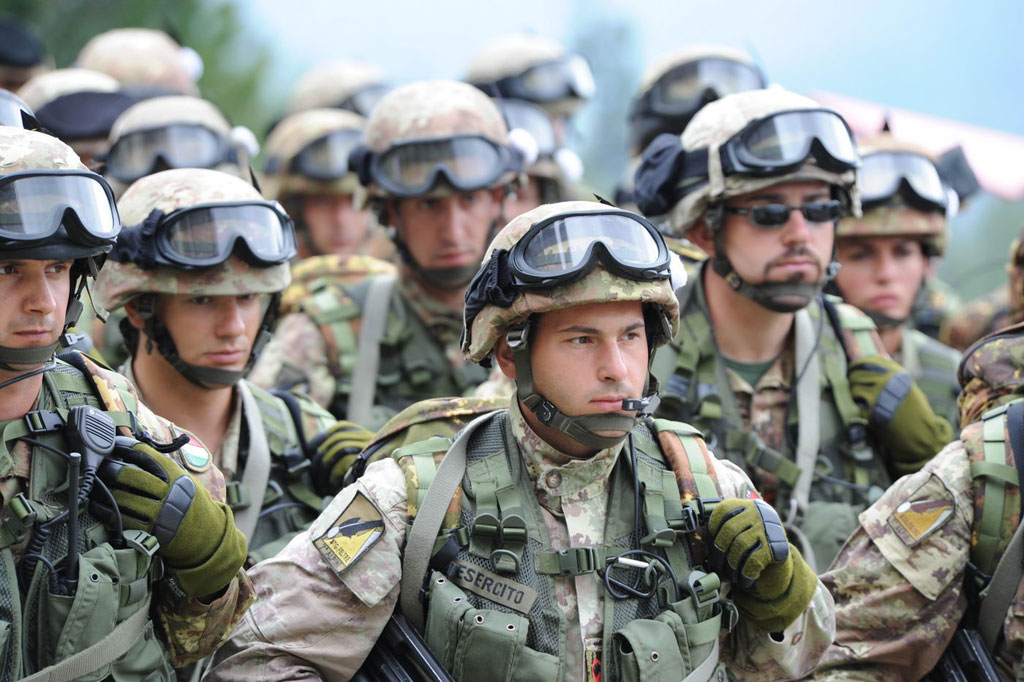
Солдати батальйону Альпіні «Фельтре» 7-го полку Альпіні італійської армії.
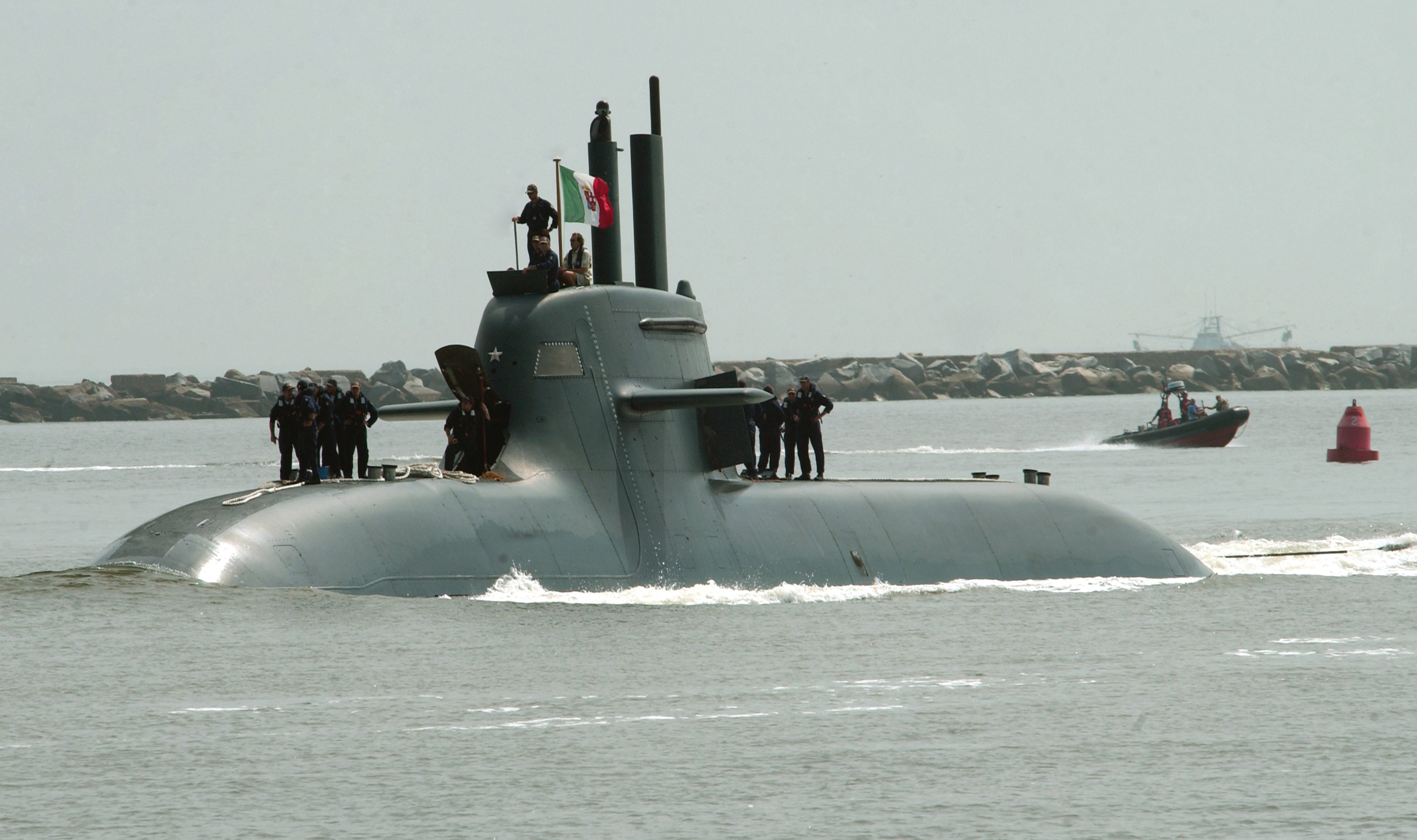
Підводний човен Salvatore Todaro (S-526).